# Lưỡng hổ tương tranh
"Lưỡng hổ tương tranh" (tiếng Trung: 两虎相争; bính âm: Liǎng hǔ xiāng zhēng) là một câu tục ngữ hoặc thành ngữ tiếng Trung đề cập đến điều không thể tránh khỏi là khi các đối thủ xung đột (một chủ đề lặp đi lặp lại xuyên suốt lịch sử Trung Quốc truyền thống), dù cho họ là những nhân vật vĩ đại nhưng một trong số đó phải gục ngã.